# Українсько-південнокорейські відносини

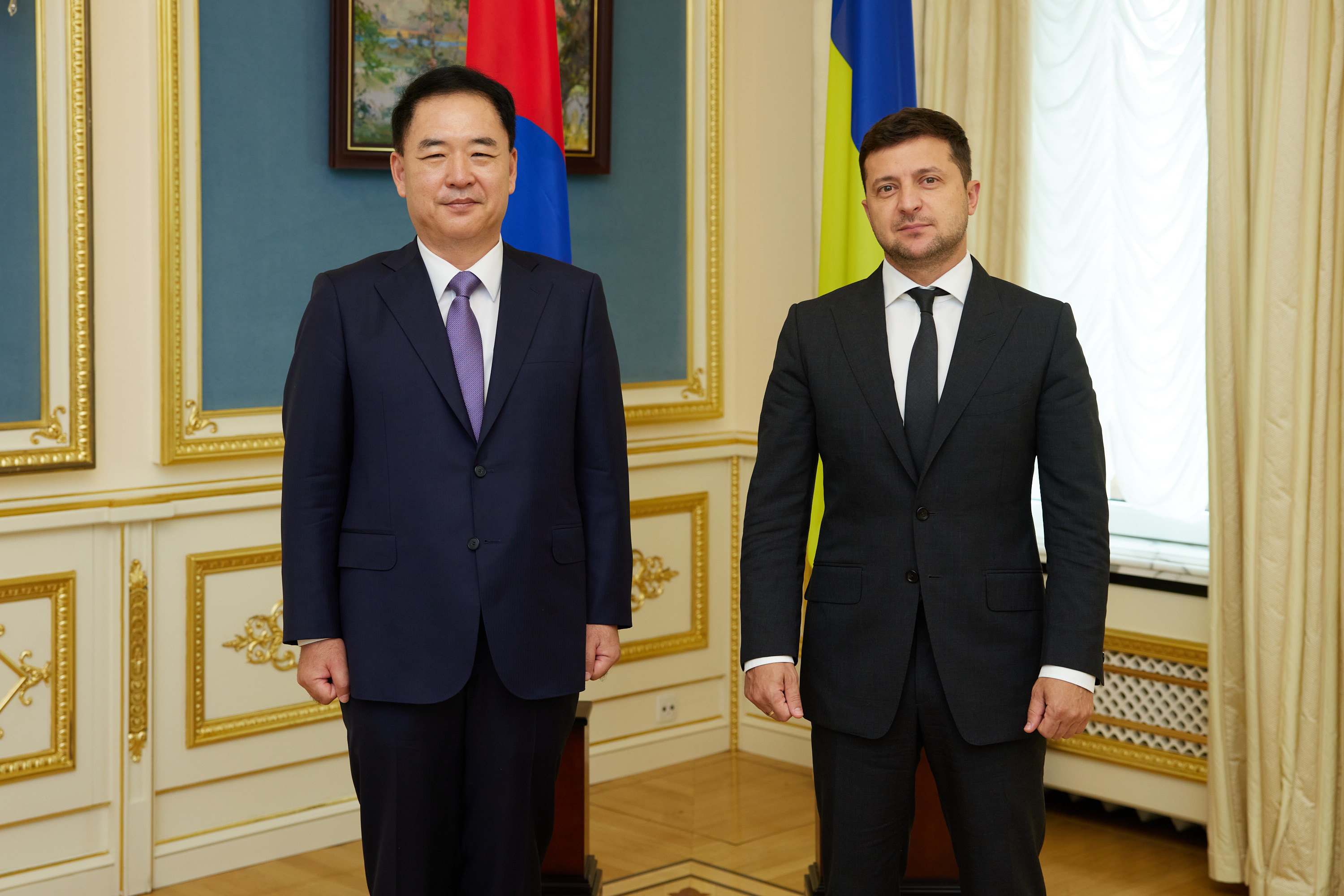
Посол Південної Кореї в Україні та Президент України в Києві, Україна, 2021 рік

Українсько-південнокорейські відносини - це зовнішні відносини між Україною і Південною Кореєю. Дипломатичні відносини були встановлені 10 лютого 1992 року. Південна Корея має посольство в Києві. Україна має посольство в Сеулі.
Південна Корея визнала незалежність України 30 грудня 1991 року.
В грудні 1992 року в Україні відкрилося посольство Південної Кореї.
Близько 12 000 корейців мешкає в Україні. В Харкові є корейська асоціація.
Близько 3 000 українців мешкає в Південній Кореї.
У 2017, коли відзначали 25 років з моменту встановлення дипломатичних стосунків між Україною і Республікою Корея та 80-ту річницю депортації корейців у СРСР, було відкрито 18-ий Корейський освітній центр в Києві.